# Motnica (Dobravščica)
Motnica je povirni krak potoka Dobravščica, ki je desni pritok reke Pšata. Izvira južno od vasi Dobeno, v gričevju nad industrijsko cono Trzin.